# Marc Daniels
Marc Daniels (27 ianuarie 1912 – 23 aprilie, 1989), născut Danny Marcus, a fost un regizor de televiziune american.

## Biografie
După ce a luptat în cel de-al doilea război mondial, a fost angajat de CBS pentru a regiza Ford Theatre. A regizat 38 de episoade I Love Lucy. Daniels, împreună cu Karl Freund, a fost creditat cu introducerea tehnicii de filmare cu trei camere, spre deosebire de cea convențională cu un singur aparat de filmat.
În plus față de I Love Lucy, Daniels a mai regizat episoade din seriale ca Where's Raymond?, Gunsmoke, Fame, Alice sau Hogan's Heroes. Pentru fanii științifico-fantasticului, Daniels este, probabil, cel mai bine cunoscut pentru regizarea a peste o duzină de episoade din Star Trek (inclusiv clasicul "Mirror, Mirror") și a scris un episod pentru serialul animat ("One of Our Planets is Missing"). În timpul carierei sale, Daniels a fost nominalizat la trei premii Emmy și trei premii Directors Guild of America.